# هنري بيلي (سياسي كندي)
هنري بيلي هو سياسي كندي، ولد في 1818، وتوفي في 1897. انتخب عضو مجلس نواب نوفا سكوتيا.